# This Is Хорошо
«This is Хорошо́» (варіант перекладу українською — «І це до́бре!» або «This is Добре!») — російськомовне інтернет-шоу, яке створюється з 2010 року у Латвії. Станом на 13 січня 2020 року вийшло 693 випуски. Новий випуск виходить кожного тижня.

## Опис

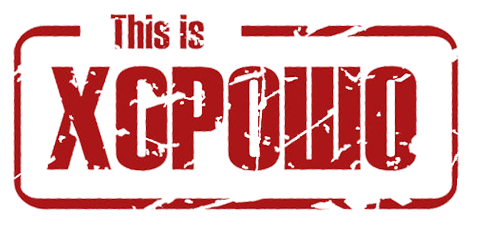
Логотип програми

Блог присвячений огляду вірусних відеороликів, за аналогією з шоу американського оглядача Рея Вільяма Джонсона.
Головний персонаж програми — молодий рижанин Стас Давидов, дає сатиричні коментарі до відеороликів, надісланих глядачами. В кінці передачі зазвичай використовується інтерактив. У ранніх випусках передачі брав участь ще один персонаж — голос якоїсь «Настусі», співведучої Станіслава. Відмінна риса проєкту — практично повна відсутність нецензурної лексики, тому глядачі YouTube сприймають блог «This Is Хорошо» як альтернативу іншому популярному блогу «+100500». Обидва блоги є російськомовними аналогами шоу Рея Вільяма Джонсона, хоча «TiX» знімають у Ризі.
З 29 випуску питання знімають на камеру, а не пишуть. З 48 випуску шоу виходить в HD-форматі, а починаючи з 55 випуску шоу почав виходити з інтерактивними субтитрами англійською мовою для іноземних користувачів.
70 та 96 випуски вів Руслан Усачев. Цей факт був не дуже привітно сприйнятим глядачами — обидва рази ролики набагато більше «Мені не сподобалось», ніж в інших. Більшість коментаторів назвали Руслана недостатньо артистичним.
З 87 випуску проєкт візуально змінився: творці шоу змінили написи на екрані з білих на сірі з білою облямівкою, мікрофон перемістили в нижню частину кадру, змінили дизайн каналу на YouTube та фон, на якому ведучий і знімається, а також прибрали «Індикатор спонтанного божевілля». З 97 випуску у відповідях на питання, що показують в кінці відео, виправляють помилки. А починаючи зі 100-го випуску, людина, чиє відеопитання для інтерактиву був внесений у випуск, отримує фірмову футболку від команди «This is Хорошо».
З 462 випуску This is Хорошо змінило формат. Білий фон прибрали, замість нього встановили великий вінтажний фон з диваном, великим написом «This is Хорошо» та іншими цікавими дрібницями. Команда розробила багато нових джинглів, у фірмовому магазині програми з'явились нові футболки з тематикою, взятою з випусків.
593 випуск став останнім. Після цього команда «This is Хорошо» анонсувала «великі зміни». Починаючи з 22 лютого блог став виходити кожного буднього дня, також творча група стала писати власні пісні та знімати кліпи на них. Велика частина користувачів не сприйняла новий формат. Через це випуски стали набирати меншу популярність.
У 2012 році відбулася прем'єра фільму про передачу «Інтернет-шоу».
З 15 червня 2017 року розважальне шоу виходить кожної п'ятниці. Дане рішення прийнялось учасниками проєкту після критики глядачів і різкого зменшення переглядів.

## This is Хорошо та Україна

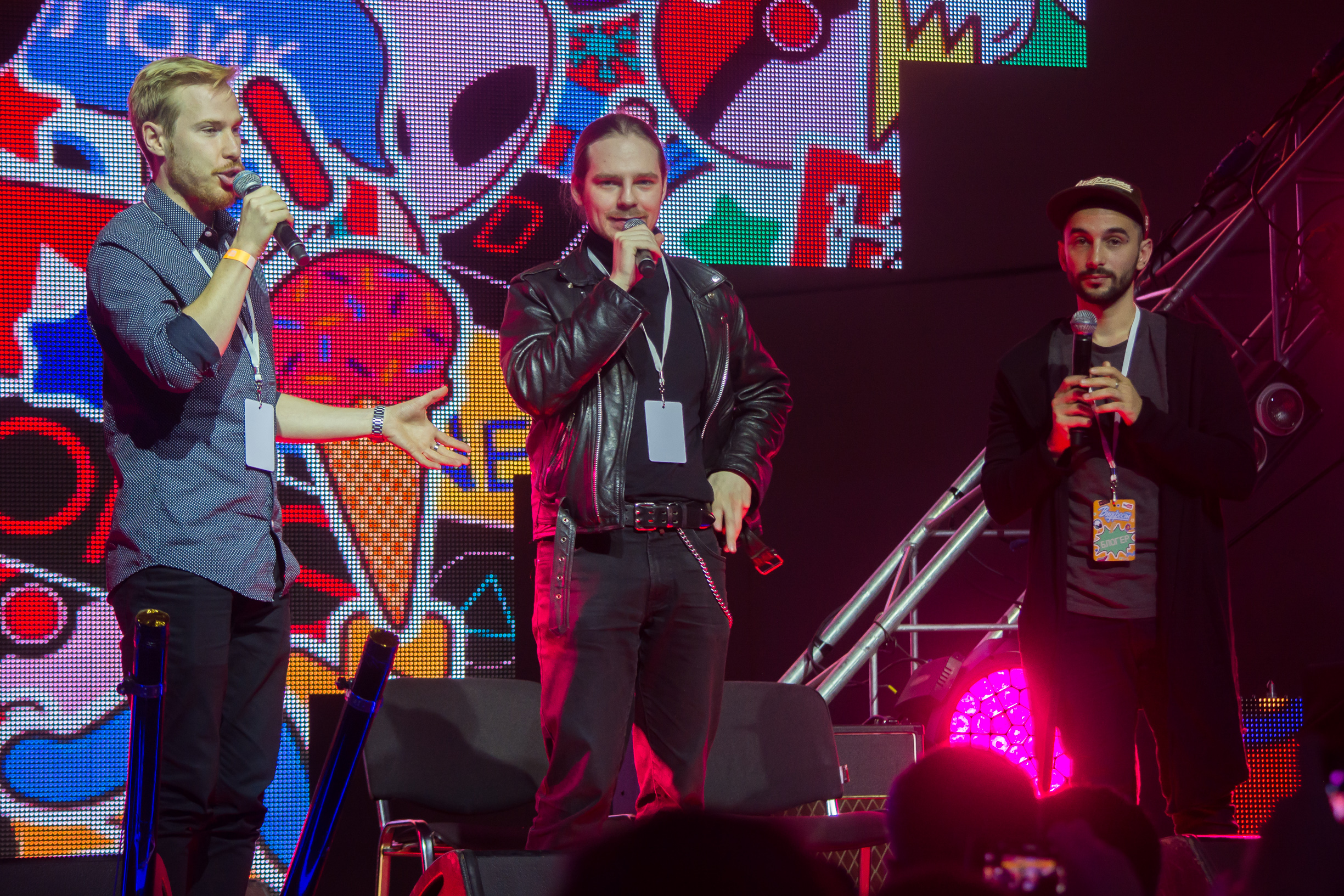
Команда This is Хорошо на фестивалі «Відфест».
Зліва направо: Стас Давидов, Віталій Голованов, Сергій Федоренко

### This is Хорошо на українському телебаченні
У 2013 році програма «This is Хорошо» почала співпрацювати з українським телеканалом ТЕТ. Спільними зусиллями вони зробили передачу «У Тета Хорошо!». Загалом було зроблено 18 випусків програми. Раніше This is Хорошо працювала з російським Першим каналом, проте як визнавали автори проєкту «це була марна трата часу».
Працювати з телеканалом ТЕТ згодились через позитивний імідж каналу.

### ВідеоЖара
Стас Давидов і інші творці інтернет-шоу є постійними учасниками українського фестивалю відеоблогерів «ВідеоЖара», який проходить щорічно з 2016 року.

## Популярність
Через рік після започаткування, кількість переглядів вже складала понад 180 мільйонів. Загальне число переглядів відео каналу на середину червня 2012 склала понад 270 мільйонів. Канал є 6-им за кількістю переглядів в категорії «Гумористи» (у всьому світі). У російськомовному сегменті за цим показником блог займає друге місце.
У 2011 році проєкт став володарем премії «Найкращий відеоблог Рунета». Влітку того ж року всі три творці проєкту були запрошені на телепередачу «Без цензури» на латвійському каналі TV5 Riga.

## Творці
Над проєктом працюють шестеро людей:
- Стас Давидов — ведучий;
- Віталій Голованов — керівник проєкту, монтаж;
- Сергій Федоренко — PR-частина, сценарій;
- Констянтин Кудрявцев — сценарій;
- Михайло Бекрень — робота з відео;
- Іван Замислов — постпродакшн.

## Цікаві факти
- Один з випусків було перекладено українською мовою[14].
- 20 випуск провів не Стас Давидов, а «голос Настусі»[15].
- З 80 випуску випуски нумеруються на прев'ю-зображенні самого випуску.
- З 1 вересня 2011 року шоу виходить з англійськими субтитрами.
- За підсумками конкурсу пародій на CarambaTV.ru шоу «This is Хорошо» отримав приз (iPad 2) за найкращу пародію на «+100500»[16].
- На своїй сторінці «ВКонтакті» Стас Давидов розмістив відеожарт, в якому дається відповідь на питання чому Настусі більше немає в «This is Хорошо»[17].
- Сотий ювілейний випуск був зроблений не так, як зазвичай — в цьому епізоді обглядали 10 (а не 3) відео, сам випуск триває 9:45 хвилин (найдовший епізод), була змінена заставка та логотип шоу[18].
- Зі 106 до 111 випуску в епізодах з'являлись коди для активації бета-версії гри Diablo III. В 110 та 111 коди були «заховані». Як заявив Стас Давидов, всього буде показано 10 ключів, однак було показано лише 9.
- В 110 випуску, на честь свята 1 квітня, передачу вів намальований Стас Давидов, створений Андрієм Нефьодовим, автором блогу «Нінель Пофіг».
- В 133 випуску вперше був використаний скример («лякалка»), через цього випуск отримав багато незадовільних відгуків та оцінок «Не подобається». Пізніше Стас Давидов на своєму YouTube-каналі розмістив відео, яке демонструє його думку щодо цієї реакції Інтернет-суспільства на цей епізод[19].

### Видалення випусків
- 71 випуск був видалений YouTube через заяву про порушення авторських прав, яке було отримане від OJSC TNT Broadcasting Network (ВАТ «ТНТ-Телесеть»), але був відновлений через місяць[20].
- 19 лютого 2012 року 72 випуск був видалений через порушення авторських прав, отриманого від Barbara Roettger, але пізніше був відновлений.
- 25 лютого 2012 року 37 випуск був видалений через порушення авторських прав, отриманого від Євгена Дога, але був відновлений пізніше.
- 4 червня 2012 року 33 випуск був видалений через порушення авторських прав, отриманого від «armin demehri».
- 18 червня 2012 року 125 випуск був видалений через порушення авторських прав, отриманого від PCCW Media Limited.

### Образа гімну Казахстану
В 104 випуску був зроблений огляд на ролик, в якому на відкритті лижного фестивалю в Костанаї замість гімну Казахстану випадково увімкнули пісню «Livin' La Vida Loca» Рікі Мартіна. Коментуючи цей інцидент, Стас Давидов «іронічно пожартував» над цією подією та назвав гімн Казахстану «лайливим словом», що привело до появи багатьох гнівних коментарів до випуску. Пізніше у блозі на каналі ThisIsChtoto Стас Давидов розмістив повідомлення, в якому приніс офіційне вибачення: «Я, Стас Давидов, хочу принести своє публічне вибачення всім жителям Казахстану, які люблять свій гімн, пам'ятають всі слова напам'ять та ніколи не говорили невтішних слів на адресу інших держав».